# Jorge Mealha
Jorge Augusto Mealha Costa (Maputo, Moçambique, 29 de Novembro de 1934 - 13 de Janeiro de 2021), foi um artista plástico português, que se destacou nas áreas da cerâmica e da escultura.

## Biografia

### Nascimento e formação
Nasceu em 29 de Novembro de 1934, na cidade de Lourenço Marques (moderna Maputo), na província portuguesa de Moçambique sendo filho de uma senhora nascida em Algoz, no Algarve.
Iniciou a sua formação em artes plásticas no Núcleo de Arte de Lourenço Marques, tendo estudado sob a orientação de Frederico Aires entre 1960 e 1964, e de António Quadros entre 1964 e 1969. Tornou-se bolseiro da Fundação Calouste Gulbenkian, o que lhe permitiu, em 1970, estudar na Fábrica de Cerâmica da Viúva Lamego, em Lisboa, sob o professor Querubim Lapa, e em 1971 visitar vários centros de cerâmica na Europa.

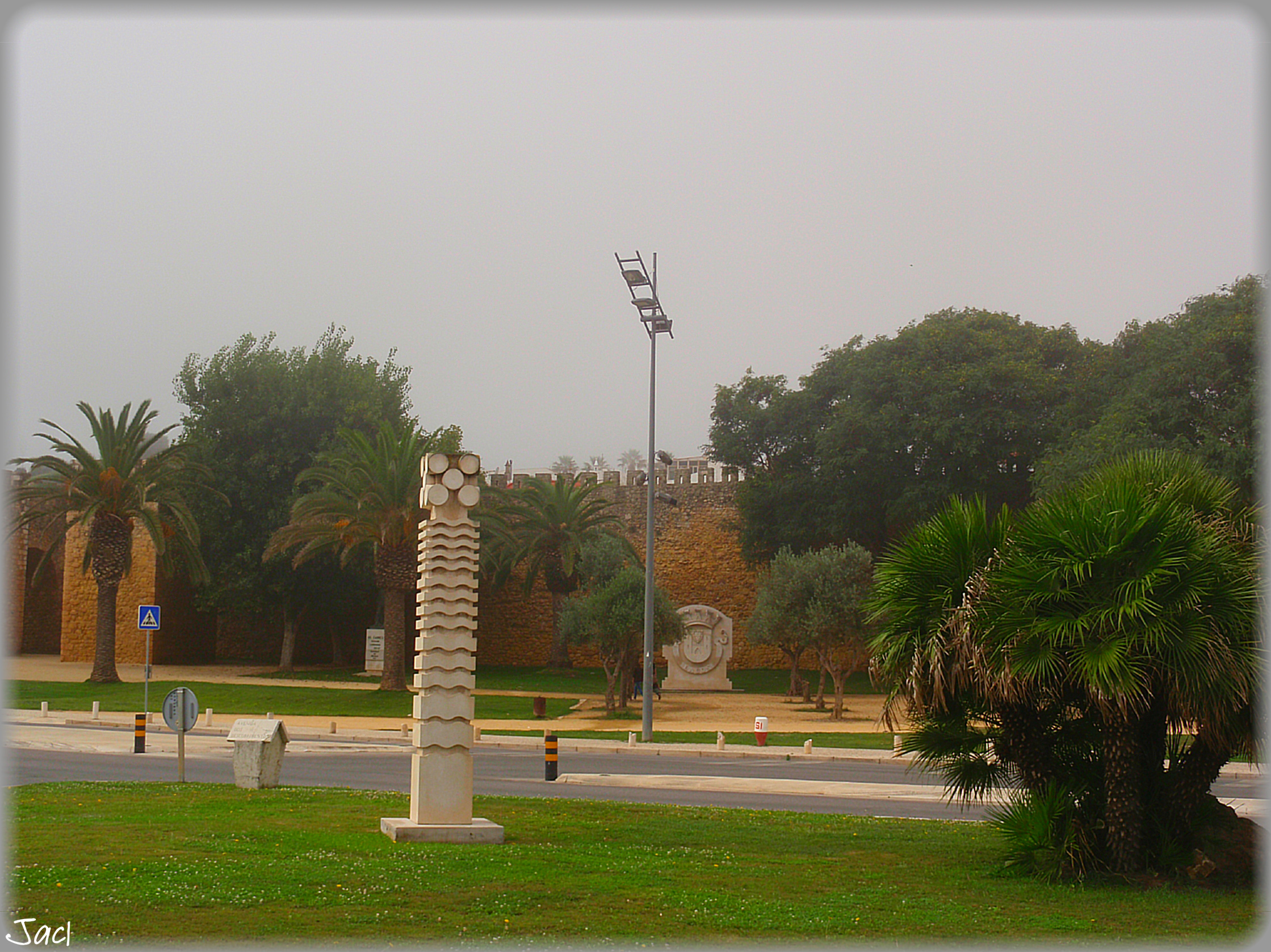
Padrão comemorativo do Dia 10 de Junho, em Lagos, da autoria de Jorge Mealha.

### Carreira
Iniciou a sua carreira como artista plástico ainda em Moçambique, tendo-se dedicado inicialmente às áreas de decoração de interiores, cerâmica e escultura. Começou a participar em exposições de arte em 1964. Na sequência da Revolução de 25 de Abril de 1974, Moçambique ganhou a sua independência mas a situação económica deteriorou-se, reduzindo consideravelmente o mercado artístico. Assim, Jorge Mealha viajou ainda nesse ano até Portugal, tendo vindo para o Algarve, região que nessa altura já se tinha afirmado como um destino turístico, garantindo assim uma maior procura para os seus produtos artísticos. Fixou-se inicialmente Porches, em 1975, e em 1981 mudou-se para a cidade de Lagos, onde prosseguiu a sua carreira como artista, concentrando-se na cerâmica, escultura e azulejaria. Ganhou vários prémios pelas suas obras, tendo sido considerado como um das principais artistas em Portugal, na área da cerâmica. A sua residência em Lagos, a Casa dos Oleiros, também foi utilizada como oficina e espaço de exposições. Também esteve ligado ao artista plástico Querubim Lapa, em Lisboa. Em 1975 começou a trabalhar na Olaria Velha, hoje conhecida como Olaria Pequena, na vila de Porches, em Lagoa, onde colaborou com o artista escocês Ian Fitzpatrick.
Participou em várias exposições em Portugal e no estrangeiro, tanto a nível individual como colectivo, tendo diversas obras suas sido guardadas em colecções privadas e públicas, incluindo a do Nederlands Bank, em Joanesburgo, na África do Sul. Em 2010 foi organizada a exposição Jorge Mealha – 1960/2010 – Reinventando uma Arte, no Centro Cultural de Lagos, comissariada pela investigadora Miriam Tavares. Entre Abril e Junho desse ano, expôs na Galeria de Arte de Vale do Lobo, em conjunto com Janet Brown-Mealha, tendo a sua obra sido inspirada principalmente em temas da natureza, como os animais, tendo algumas das suas peças uma vertente religiosa. Segundo o próprio, apesar de ter nascido em Moçambique, foi criado e educado em ambientes portugueses, pelo que mostrou uma reduzida influência africana nos seus produtos. Além de temas naturais, também criou várias peças decoradas com motivos geométricos e figuras humanas. Exerceu igualmente como professor de cerâmica, tendo um dos seus mais destacados alunos sido Ricardo Lopes, cujas obras demonstram a influência de Jorge Mealha.
Foi responsável por um grande número de trabalhos, inseridos em vários planos urbanos e de arquitectura, como espaços públicos, unidades hoteleiras, estabelecimentos bancários, residências particulares, aeroportos, e instalações industriais. Também esteve representado na Alemanha pela Galerie Gerhard. Algumas destas obras foram feitas em Lagos, incluindo o Padrão Comemorativo do 10 de Junho, inaugurado em 1996, os painéis de azulejos no acesso à Ponte da Marina, e vários passeios em calçada portuguesa. Foi considerado pela revista alemã Entdecken Sie Algarve como um dos mais importantes ceramistas em Portugal.

### Falecimento e família
Faleceu em Janeiro de 2021, tendo a Câmara Municipal de Lagos emitido um voto de pesar pela sua morte, onde destacou o seu contributo para a cultura. Esteve casado com Zeca Mealha (1939 - 1979), e depois com a artista Janet.

## Prémios
Em 1992, recebeu uma menção honrosa numa exposição em Reguengos de Monsaraz. Em 2019, foi condecorado com a Medalha de Mérito Municipal de Lagos, com grau prata, no âmbito das comemorações do Dia do Município.